# Turó de Puigmarí

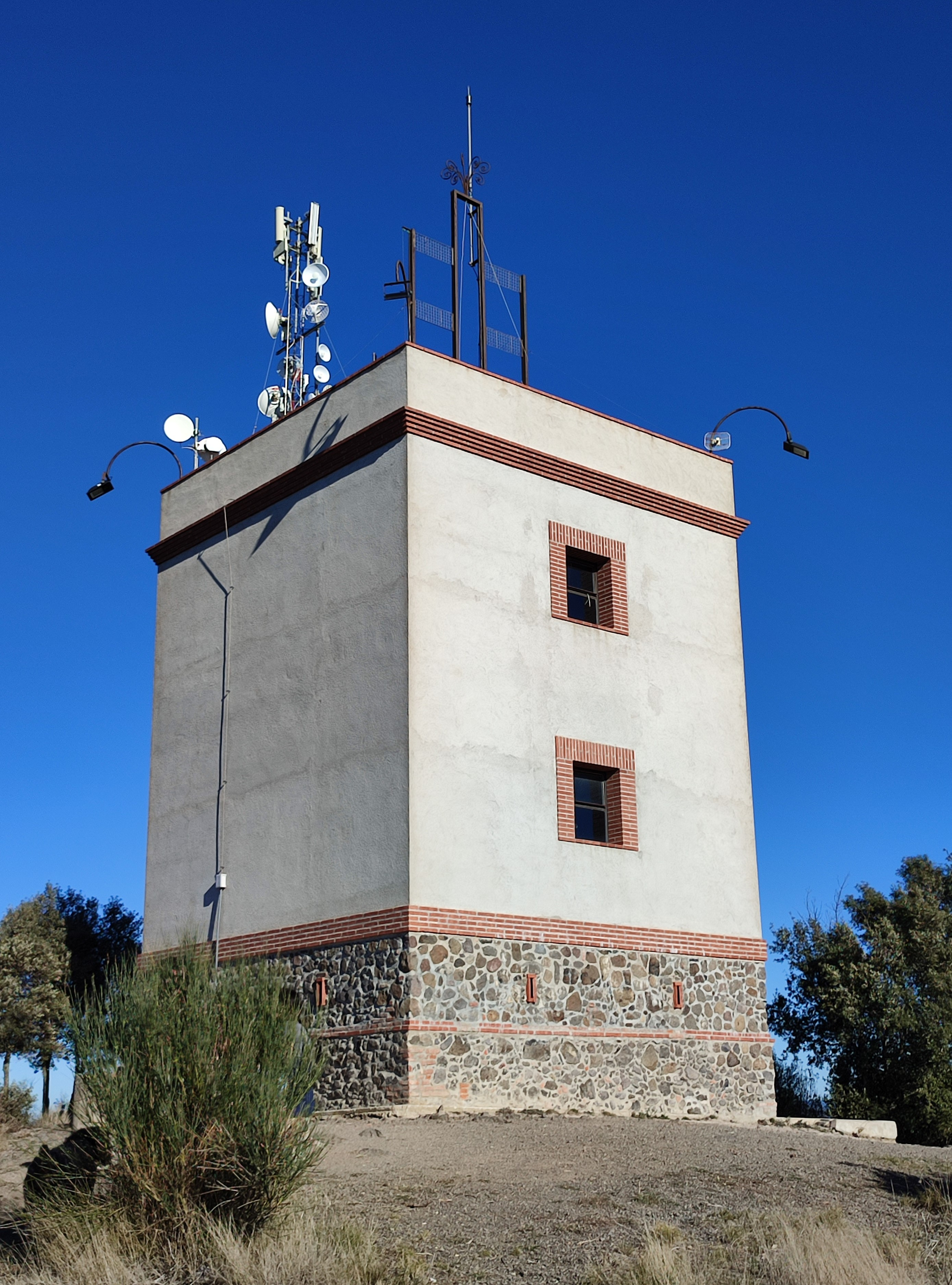
Torre de Puigmarí

El Turó de Puigmarí és un turó situat al municipi de Maçanet de la Selva (Selva), de 233 m d'altitud. Es tracta d'uns dels turons d'origen volcànic que hi ha als voltants de la localitat de Maçanet de la Selva.
Al cim d'aquest turó s'hi va construir una torre de telegrafia òptica, corresponent a la línia civil entre Barcelona i la Jonquera, que va ser operativa alguns anys a mitjans del segle xix. Actualment ha estat reconstruïda i és ben visible des de lluny. Aquesta torre connectava visualment amb la Torre de Montagut (Santa Susanna) i amb la de Puigsardina (Riudarenes).
El veïnat de Puig Marí, del municipi de Maçanet de la Selva, és situat a prop d'aquest turó.
Al cim podem trobar-hi un vèrtex geodèsic (referència 303108001).
Aquest cim està inclòs al llistat dels 100 cims de la FEEC.